# Ordre de l'Étoile (France)
Pour les articles homonymes, voir Ordre de l'Étoile.

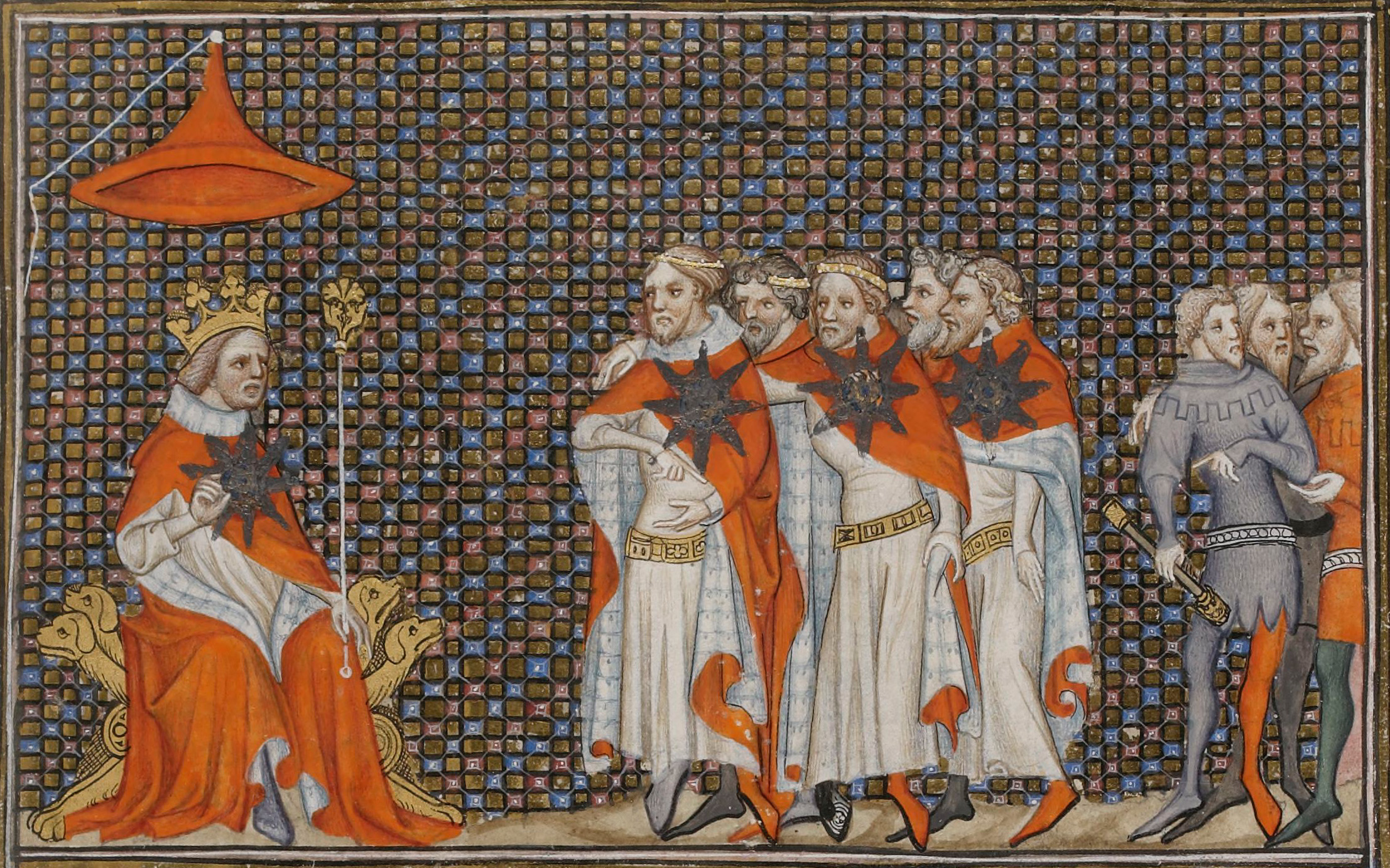
Représentation du XIVe siècle de la réunion de fondation de l'ordre (Bibliothèque nationale de France)

L’ordre de l'Étoile, également appelé Compagnie de l'Étoile, est un ordre de chevalerie fondé le 6 novembre 1351 par Jean le Bon, roi de France, pour rivaliser avec l’ordre de la Jarretière créé en 1348 par Édouard III d'Angleterre,. Il s’agit du premier ordre de chevalerie monarchique et du premier ordre militaire de l’histoire française. La cérémonie inaugurale eut lieu le 6 janvier 1352 à Saint-Ouen, d’où l’ordre est parfois nommé Ordre des Chevaliers de la Noble Maison de Saint-Ouen,.

## Histoire
L'ordre fut initialement conçu en 1344 par Jean de Valois, duc de Normandie et futur roi de France. Ce projet, à l'image de celui visant à refonder la Table Ronde qui semble l'avoir inspiré, dut être reporté de plusieurs années et ne fut concrétisé qu'en janvier 1352, près de deux ans après la première fête de l'Ordre de la Jarretière et plus de seize mois après que Jean eut succédé à son père sur le trône de France en tant que roi Jean II de France.
Établi sous le patronage du pape Clément VI, l’Ordre de l'Étoile tint sa cérémonie inaugurale le 6 janvier 1352. L'ordre était conçu pour accueillir jusqu'à 500 membres, un nombre nettement plus élevé que les 24 membres de l'Ordre de la Jarretière anglais. Les pertes importantes de 80 à 90 chevaliers lors de la bataille de Mauron suggèrent que l'ordre comptait une adhésion robuste, avec des chevaliers probablement intronisés au-delà de la réunion initiale.
L'ordre est inspiré par Geoffroi de Charny, le théoricien de l'idéal chevaleresque, qui écrit pour les chevaliers de l'ordre nouvellement fondé ses Demandes pour la joute, les tournois et la guerre. Le roi le crée pour s'attirer une nouvelle fidélité auprès des chevaliers français, et afin de les discipliner, pour éviter de renouveler le désastre de Crécy. Pour y être admis, seuls les mérites personnels sur le champ de bataille comptaient ; la valeur lors des tournois n'était pas prise en compte. Une solde était versée aux chevaliers membres.
Certains auteurs considèrent que cet ordre est inspiré de l'ordre de Notre-Dame de l'Étoile créé par Robert le Pieux (connu pour sa dévotion à la Vierge) en août 1022. Composé de trente chevaliers qui portaient une étoile en broderie recamée d'or à cinq branches, cet ordre militaire avait pour but premier d'encourager les Lettres mais déclina pendant la guerre de Cent Ans, disparut sous Philippe de Valois pour être recréé par Jean le Bon.
Ses statuts l'intitulent ordre de Notre-Dame-de-la-Noble-Maison, en raison du patronage de la Vierge et du siège de l'institution à la demeure royale du palais de Clichy à Saint-Ouen. Ces statuts prévoyaient de regrouper autour du roi les cinq cents meilleurs chevaliers de la noblesse française (Jean le Bon n'en créa que 18) et que ces chevaliers ne devaient jamais tourner le dos à l'ennemi. Lors de la bataille de Poitiers, cette disposition provoqua la mort ou la capture de plusieurs membres. L'ordre tomba ainsi rapidement en désuétude.
Les chevaliers juraient de ne pas reculer ou se déplacer de plus de quatre arpents (environ six largeurs d'acres) lors d'une bataille. Cette dernière disposition coûta la vie à quatre-vingt-dix membres de l'ordre lors de la Bataille de Mauron en 1352, et lors de la Bataille de Poitiers en 1356, elle coûta au roi sa liberté lorsque de nombreux, sinon la plupart, de ses compagnons chevaliers de l'Étoile perdirent la vie.
Avant Louis XIV de France, Jean II le Bon eut l'idée de créer la même année une maison recueillant les vieux chevaliers.
Cette décoration fut tellement prodiguée que dès le temps de Charles V, qui l'attribuait par une simple lettre sans aucune cérémonie, elle avait perdu toute valeur. L'ordre devint alors moins un ordre de chevalerie qu'une marque honorifique. Brantôme, au XVIe siècle, répandit l'opinion fantaisiste selon laquelle l'ordre, discrédité par trop de largesses, serait devenu l'insigne du Chevalier du Guet, Charles VII ayant donné l'étoile au capitaine du guet royal.
L'ordre de l'Étoile inspira directement la création de l'ordre du Nœud, fondé par le roi de Sicile Louis de Tarente le jour de son couronnement à la Pentecôte 1352 (le 23 mai).

## Costume

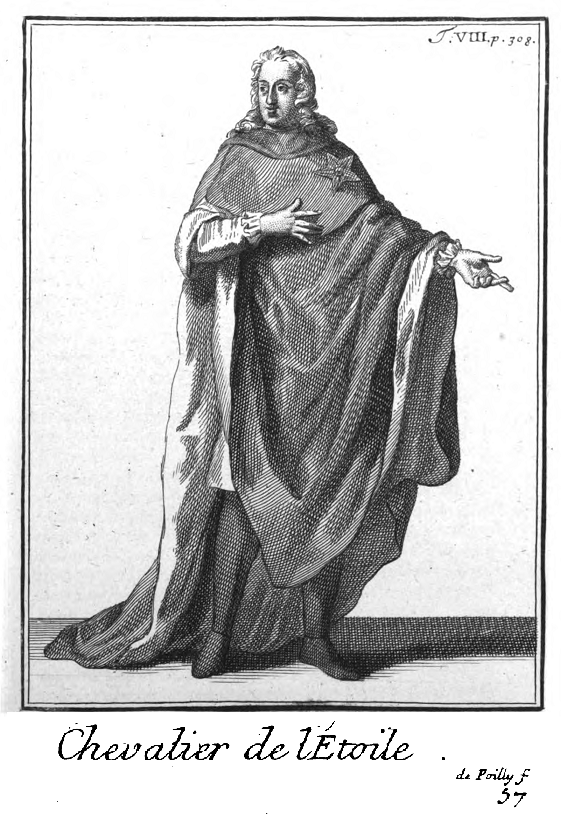
Tissu cérémoniel d'un chevalier de l'ordre (François de Poilly, reconstitution du XVIIe siècle)

L'insigne de l'ordre a été décrit par son fondateur comme « une étoile blanche, au centre de l'étoile un rond d'azur, au milieu de ce rond d'azur un petit soleil d'or ». La devise Monstrant regibus astra viam (« les étoiles montrent la voie aux rois ») fait référence aux Rois mages guidés par l'Étoile de Bethléem, bien que certains érudits aient suggéré que le symbole de l'étoile sur l'insigne de l'ordre représentait la Vierge Marie et le soleil représentait le Christ, la devise étant une attribution ultérieure. Si une enluminure de manuscrit existante (illustration) représentant la réunion fondatrice de l'ordre est exacte, le costume de l'ordre consistait en des robes rouges doublées de vair portant des étoiles noires à huit branches serties de diverses pierres précieuses, portées sur le côté supérieur gauche du manteau. La taille exacte de cette étoile et le nombre ainsi que la valeur des pierres précieuses qui la composaient variaient selon le choix du chevalier, car l'étoile était fabriquée aux frais du chevalier. L'insigne comprenait également une bague en or dont le chaton émaillé rouge était circulaire ; à l'intérieur, une étoile à huit branches en émail blanc dépassant le diamètre du chaton, et au centre de l'étoile un rond d'azur contenant un petit soleil jaune. Le nom du chevalier à qui appartenait la bague était inscrit à l'extérieur de celle-ci autour du chaton, probablement afin qu'elle puisse être renvoyée au roi pour identifier le chevalier mort au combat.
L'ordre possédait également une bannière rouge parsemée d'étoiles blanches à huit branches et portant une image de la Vierge en son centre.

## Influence et héritage

### Influence sur les ordres de chevalerie ultérieurs
Bien que l'ordre ait été relativement éphémère, l'utilisation d'une étoile à huit branches portée sur la poitrine gauche a exercé une influence considérable sur la conception des insignes de nombreux ordres de chevalerie ultérieurs et, plus tard, des ordres de mérite.
L'insigne de l'Ordre de l'Étoile se caractérisait par une étoile à huit branches, souvent ornée de pierres précieuses et portée sur la poitrine gauche, accompagnée d'une bague en or avec une étoile à huit branches en émail blanc. Cette conception, ainsi que la visibilité de l'ordre au XIVe siècle, période où les ordres de chevalerie gagnèrent en importance, a contribué à son influence. Son design flexible (les chevaliers pouvaient personnaliser la taille et les pierres précieuses) et son emplacement sur la poitrine gauche sont devenus une norme pour les ordres ultérieurs. Malgré son déclin après 1356, l'héritage symbolique a perduré à travers les motifs d'étoiles dans les ordres de chevalerie et de mérite, notamment dans les contextes britannique et français,.
L'ordre a également influencé le comportement d'autres ordres de chevalerie. Plusieurs ordres exigeaient effectivement de leurs membres qu'ils fassent preuve de courage, ne serait-ce qu'en menaçant de punir la lâcheté. L'Ordre de l'Étoile obligeait ses membres à jurer de ne jamais reculer de plus d'une certaine distance lorsqu'ils étaient engagés dans une bataille, et cinq ordres ultérieurs (le Nœud, la Toison d'or, l'Hermine, Saint-Michel, et après 1518 le Collier) ont imité cette règle en menaçant leurs membres de sanctions sévères s'ils fuyaient le champ de bataille.

#### Ordres influencés par l'Ordre de l'Étoile
L'étoile à huit branches de l'Ordre de l'Étoile devint un symbole durable dans les traditions chevaleresques européennes, influençant la conception des insignes de plusieurs ordres notables.
- Ordre du Nœud, fondé par Louis Ier de Naples, s'est directement inspiré de l'Ordre de l'Étoile, comme indiqué dans la lettre de proclamation de Jean II en novembre 1351 pour l'ordre français. De larges sections de cette lettre ont été reprises presque mot pour mot dans le prologue et l'épilogue de l'ordre du Nœud. De plus, chacun des vingt-et-un points énumérés dans la lettre de Jean II est clairement représenté dans les statuts du Nœud, certains des ordonnances correspondantes de ce dernier document étant exprimées en termes presque identiques[1].
- L'Ordre suprême de la Très Sainte Annonciation, également connu sous le nom de L'Ordre du Collier, a repris son étendard de la Vierge Marie entourée d'étoiles de celui de l'Étoile[1].
- Ordre du Navire a adopté ses règles concernant la manière dont sa bannière était levée et traitée au combat de celles de l'Étoile. Lever une bannière était une affaire sérieuse à cette époque, car elle indiquait non seulement le statut du combattant qui la levait, mais aussi, selon les règles complexes et formalisées de la guerre alors en vigueur, celui de l'engagement lui-même[1].
- Les statuts de Ordre de la Toison d'or précisent que le manteau et le chaperon devaient être faits de tissu écarlate rouge, que le manteau devait être long jusqu'au sol, doublé de menu-vair, et décoré d'une bordure riche composée de fusils, silex, étincelles et toisons. Non seulement la couleur, le tissu et la doublure de ce manteau, mais aussi sa coupe et la manière de le porter étaient identiques à ceux de l'Ordre de l'Étoile[1].
- Ordre du Bain (Royaume-Uni, fondé en 1725) : Cet ordre britannique de premier plan arbore une étoile d'argent à huit branches pour les Chevaliers et Dames de la Grand-Croix, portée sur la poitrine gauche, suivant le précédent établi par l'Ordre de l'Étoile[14]. Le design s'inspire des traditions chevaleresques antérieures, y compris celles popularisées au XIVe siècle[13]. L'étoile comporte un disque central avec l'écu héraldique de Saint-Georges, entouré d'une jarretière[14].

- Ordre de l'Empire britannique (Royaume-Uni, fondé en 1917) : Établi par le roi George V, cet ordre intègre une étoile à huit branches pour les Chevaliers et Dames de la Grand-Croix, épinglée sur la poitrine gauche, reprenant l'emplacement et la forme de l'Ordre de l'Étoile[15]. L'étoile présente un disque central avec les effigies du roi George V et de la reine Mary, entouré de la devise « For God and the Empire »[15].

- Ordre de l'Étoile d'Inde (Raj britannique, fondé en 1861) : Fondé par la reine Victoria, cet ordre utilise une étoile d'argent à huit branches pour les Chevaliers Commandeurs, avec un design en rayons solaires pour les Chevaliers Grands Commandeurs, reflétant l'influence des ordres chevaleresques antérieurs[16]. La devise « Heaven’s Light Our Guide » s'aligne sur le symbolisme stellaire de la guidance divine[16].

- Ordre du service impérial (Royaume-Uni, fondé en 1902) : Établi par le roi Édouard VII, cet ordre présente une étoile d'argent à huit branches soutenant un disque central avec le chiffre du souverain régnant, reflétant la tradition chevaleresque de l'Ordre de l'Étoile[17]. L'emplacement de l'étoile sur la poitrine gauche suggère une influence directe[13].

- Ordre de l'Étoile noire (France/Dahomey, fondé en 1889) : Établi à Porto-Novo (actuel Bénin) et reconnu par le gouvernement français, le motif d'étoile de cet ordre reflète probablement la tradition française des insignes à base d'étoiles initiée par l'Ordre de l'Étoile[18]. Cet ordre récompensait les efforts pour étendre l'influence française en Afrique de l'Ouest[18].

#### Influence sur d'autres ordres européens
L'étoile à huit branches devint courante dans les ordres chevaleresques européens du XVe au XIXe siècle. Quelques exemples incluent :
- Ordre de Saint-Michel et Saint-Georges (Royaume-Uni, fondé en 1818) : Utilisant principalement une étoile à sept branches, certains designs initiaux peuvent refléter l'influence des motifs d'étoiles à huit branches[19].

- Ordre de l'Étoile polaire (Suède, fondé en 1748) : Incorpore des insignes en forme d'étoile, avec des formes à huit branches dans des décorations associées, potentiellement influencées par les traditions françaises[20].

- Ordre de l'Aigle rouge (Prusse, fondé en 1705, réorganisé en 1810) : Utilise des insignes en forme d'étoile portés sur la poitrine, s'inspirant des tendances chevaleresques européennes[21].

### Influence sur les insignes des forces de l'ordre
L'Ordre de l'Étoile popularisa l'étoile à huit branches comme symbole de statut d'élite, influençant les ordres européens. Ces ordres façonnèrent les traditions héraldiques qui atteignirent l'Amérique avec les colons. Les motifs d'étoiles, y compris les formes à huit branches, apparurent dans l'héraldique européenne et les insignes militaires (par exemple, le régiment du Bedfordshire), et les shérifs s'inspirèrent probablement de ces traditions. Les étoiles dans la Franc-maçonnerie, le symbolisme religieux et les sceaux civiques (par exemple, les insignes de Baltimore) suggèrent de multiples influences, et l'origine chevaleresque de l'étoile à huit branches pourrait avoir contribué à la valeur symbolique de l'étoile.
Les insignes de Shérif tirent leur origine de l'Europe médiévale, où les chevaliers portaient des symboles héraldiques comme des étoiles pour signifier leur autorité. L'étoile à huit branches de l'Ordre de l'Étoile, portée sur la poitrine gauche, établit un précédent pour les insignes en forme d'étoile. Au XIXe siècle, dans l'Ouest américain, les insignes identifiaient les officiers des forces de l'ordre dans des communautés transitoires. La forme de l'étoile, symbolisant guidance et protection, était pratique et évocatrice, souvent fabriquée à partir de boîtes de conserve ou de pièces mexicaines. Les premiers insignes américains apparurent dans des villes comme Boston et Baltimore au milieu du XIXe siècle, souvent sous forme d'étoiles rayonnantes modelées sur des médaillons chevaleresques anglais et des sceaux municipaux. Les insignes en étoile de Baltimore autour de 1853 coïncidaient avec le symbolisme de la Franc-maçonnerie et de l'Étoile de David (par exemple, l'hexagramme). Dans les territoires de l'ouest, les shérifs adoptèrent des insignes en étoile pour leur visibilité et leur autorité. L'étoile à six branches, associée au Sceau de Salomon, gagna en importance, peut-être en raison de ses connotations mystiques. L'étoile à sept branches, liée au symbolisme religieux (par exemple, les sept sceaux), devint également courante. À la fin du XIXe siècle, les insignes incluaient des noms de départements ou des grades, les étoiles étant la forme dominante. Bien qu'aucune source ne relie explicitement les insignes en forme d'étoile des forces de l'ordre à l'Ordre de l'Étoile, son étoile à huit branches pourrait avoir indirectement contribué à l'adoption de l'étoile comme symbole d'autorité via son héritage chevaleresque, qui trouve fermement ses origines dans l'ordre.

### Autres influences

Les armoiries de Saint-Ouen-sur-Seine, inspirées par l'Ordre de l'Étoile.

Les ruines de la salle capitulaire de l'ordre se trouvent sous un complexe d'appartements dans la commune française actuelle de Saint-Ouen-sur-Seine, dont les armoiries sont également inspirées par l'ordre.

## Source partielle
Marie-Nicolas Bouillet  et Alexis Chassang (dir.), « Ordre de l'Étoile (France) » dans Dictionnaire universel d’histoire et de géographie, 1878 (lire sur Wikisource)